# Supportband
Et supportband er et band der ved en koncert ikke spiller som hovednavnet. Det er som regel et mindre kendt band end hovedbandet, men bandet kan ikke desto mindre være populært. Eksempelvis har det populære Slipknot været supportband for Metallica.
Man skal ikke forveksle et supportband og et hovednavn med en duo eller en begivenhed hvor bandene spiller sammen. De spiller blot ved samme lejlighed. Hvis et supportband spiller før hovednavnet optræder, kaldes det også for et opvarmningsband.
| Musik | Spire Denne musikartikel er en spire som bør udbygges. Du er velkommen til at hjælpe Wikipedia ved at udvide den. |